# Fausto Tardelli
Fausto Tardelli (* 5. ledna 1951 Lucca) je italský římskokatolický duchovní a biskup. Je také velkopřevorem místodržitelství ve střední apeninské Itálii Řádu Božího hrobu.

## Život
Narodil se 5. ledna 1951 v Lucce.
Vstoupil do kněžského semináře a po teologickém studium byl 29. června 1974 arcibiskupem Giulianem Agrestim vysvěcen na kněze a inkardinován do arcidiecéze Lucca. Následně pokračoval ve studiu teologie na Papežské akademii Alfonsiana v Římě, kde roku 1987 získal také doktorát. Absolvoval také studium kanonického práva na Papežské lateránské univerzitě.
Stal se profesorem morální teologie v semináři a na teologickém institutu v Camaiore, který dnes patří pod Papežskou teologickou fakultu Střední Itálie. Roku 1979 se stal asistentem skautů a Hnutí studentů Katolické akce. Od roku 1983 byl vicekancléř a poté kancléřem kurie.
Působil ve farnostech San Concordio di Moriano v Lucce, v Massarose a ve farnosti San Pietro Somaldi e San Leonardo v Lucce. Zastával funkci sekretáře diecézního synodu, pro-generálního vikáře arcidiecéze, biskupského vikáře a moderátora kurie. Dne 6. března 2004 jej papež Jan Pavel II. jmenoval biskupem San Miniato. Biskupské svěcení přijal 2. května z rukou arcibiskupa Bruna Tommasiho a spolusvětiteli byli biskup Edoardo Ricci a arcibiskup Alessandro Plotti.
Dne 8. října 2014 byl papežem Františkem převeden do úřadu biskupa diecéze Pistoia a 14. října 2023 bylo rozhodnuto o sjednocení diecéze Pistoia a diecéze Pescia pod úřad jednoho biskupa tzn. in persona episcopi, tím se stal biskupem obou diecézí.